# British International Motor Show
British International Motor Show (hay còn gọi là British Auto Show hoặc London Auto Show) là triển lãm ô tô lớn nhất nước Anh được Hội Các Nhà Sản xuất và Buôn bán Ô tô (SMMT) tổ chức lần đầu tiên năm 1903 tại Crystal Palace, London. Địa điểm tổ chức của British Auto Show từ năm 1976 đến năm 2004 được chuyển đến thành phố Birmingham, và đến năm 2006 thì quay trở lại London. Tuy không phải là một trong những triển lãm ô tô lớn nhất thế giới, nhưng British Auto Show vẫn là nơi quy tụ nhiều tên tuổi nổi tiếng trong giới sản xuất ô tô. British Auto Show 2008 diễn ra từ 23/7 đến 3/8 tại Trung tâm Triển lãm ExCeL London's Docklands.

## Lịch sử
British Auto Show đầu tiên được tổ chức bởi Hội Các Nhà Sản xuất và Buôn bán Ôtô (SMMT) tại Crystal Palace, London năm 1903. Sau đó, địa điểm tổ chức được chuyển đến Olympia cũng tại London, và chỉ diễn ra 32 năm một lần. Từ năm 1937 đến 1976, Triển lãm một lần nữa rời địa điểm đến Earl's Court, London trước khi nó được định cư tại Trung tâm Triển lãm Quốc gia (NEC), Birmingham từ năm 1978. Tại NEC, British Auto Show được tổ chức thường niên cho đến lần cuối vào tháng 5/2004. Triển lãm năm 2004 không tổ chức vào thời gian truyền thống là tháng 10 mà rời sang tháng 5 để tránh trùng thời điểm với hai triển lãm lớn diễn ra vào mùa thu của hai nước láng giềng là Paris của Pháp và Frankfurt của Đức. Đến năm 2006, British Auto Show quay trở lại London và được tổ chức tại Trung tâm Triển lãm ExCeL vùng Docklands phía đông London. Như vậy kể từ Triển lãm 2006, British Auto Show dự định sẽ được tổ chức tại ExCeL, London's Docklands hai năm một lần vào cuối tháng 7, đầu tháng 8.

## Các mốc đáng nhớ
Sau đây là một số mốc đáng nhớ trong lịch sử 100 năm British Auto Show:

### 2008
British Auto Show 2008, hay còn được gọi với cái tên quen thuộc London Auto Show, một lần nữa diễn ra tại Trung tâm Triển lãm ExCeL London's Docklands từ 23/7 đến 3/8. Một số tên tuổi đầu tiên góp mặt tại triển lãm năm nay đã được công bố hơn một tháng trước khi đứng trong gian trưng bày tại Trung tâm Triển lãm ExCel như: Ford Focus RS, Nissan Qashqai+2, Opel Insignia, Vauxhall Insignia, Lotus Eagle. Ngoài ra, trong danh sách còn có hơn 595 mẫu xe đến từ các hãng xe nổi tiếng trên khắp thế giới góp mặt tại đây.

Một số mẫu xe được giới thiệu:

•	Alfa Romeo Mito

•	Ford Focus RS

•	Lotus Evora

•	Mastretta MXT

•	Nissan Qashqai+2

•	Ford Fiesta ECOnetic

•	Vauxhall Insignia

### 2006

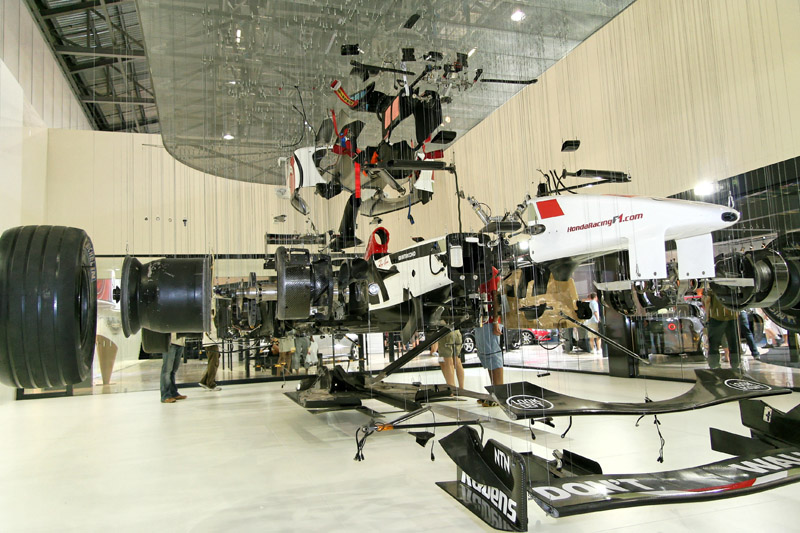

Năm 2006 Bristish Auto Show rời Birmingham và quay trở lại thủ đô London. Ngoài sự góp mặt của những siêu xe hàng đầu thế giới như Alfa Romeo Spider, Aston Martin Rapide, Bentley Continental Flying Spur Mulliner Driving Specification, BMW M6 Convertible, Jaguar XJR và Jaguar XKR … Bristish Auto Show lần này còn còn thu hút sự chú ý rộng rãi của công chúng bởi một đêm post-show nhạc rock festival mang tên Dock Rock.

Một số mẫu xe được giới thiệu:

•	Alfa Romeo Spider

•	Aston Martin Rapide

•	Bentley Continental

•	Flying Spur Mulliner Driving Specification

•	BMW M6 Convertible

•	Chevrolet Captiva

•	Chrysler Sebring sedan

•	Dodge Nitro

•	Ford Focus coupe-convertible

•	Honda Civic 3-door hatchback

•	Jaguar XJR Portfolio

•	Jaguar XKR

•	Kia C-segment model

•	Land Rover Freelander2/LR2

•	Lexus GS 300 Limited Edition

•	Lotus Europa S

•	Lotus Exige S 

•	Mazda BT-50

•	Mazda Mazda3 MPS

•	Mazda MX-5 Roadster Coupe

•	MINI GP

•	Mitsubishi i

•	Rolls-Royce 101EX

•	Saab 9-3 Convertible BioPower

•	SEAT León Cupra

•	SEAT León FR

•	SEAT Altea FR

•	Smart Fortwo EV

•	Toyota RAV4

•	Toyota Yaris

•	Vauxhall Corsa 3-cửa và 5-cửa

•	Volvo S60

•	Volvo S80

•	Volvo XC90

### 2004
Năm 2004 British Auto Show được tổ chức từ ngày 27/5 đến 6/6 thay vì tháng 10 như thường lệ, và cũng là lần cuối diễn ra tại NEC, Birmingham.

### 1998
British Auto Show 1998 diễn ra từ 22/10 đến 1/11 tại NEC, Birmingham chứng kiến sự ra mắt của hai mẫu Saloon (Sedan) gây xôn xao dư luận đến từ các nhà sản xuất ô tô Anh Quốc: Rover 75 - mẫu xe đầu tiên và cũng là cuối cùng mà Rover cho ra mắt với sự giúp sức của BMW, và chiếc S-Type - giống như Rover, đây là một bước thụt lùi trong thiết kế của hãng xe danh tiếng Jaguar. Đây cũng là nơi ông chủ của BMW, Bernd Pischetsrieder, ứng khẩu một bài phát biểu về tương lai của Rover Longbridge rằng thương hiệu này sẽ bị bán vào năm 2000 và sụp đổ năm năm tiếp theo.

### 1988
British Auto Show 1988 được tổ chức từ ngày 22 đến 30/10 tại NEC, Birmingham có sự góp mặt của siêu xe nhãn hiệu Jaguar, phiên bản Concept XJ220 lần đầu tiên ra mắt công chúng – chiếc xe có cái tên được lấy từ vận tốc tối đa mà nó đạt được 220mph sử dụng hệ truyền động bốn bánh toàn thời gian AWD.

### 1984
British Auto Show 1984 được tổ chức từ ngày 20 đến 28/10 tại NEC, Birmingham với mẫu thiết kế nổi bật nhất đến thừ Austin Rover, chiếc Austin Montego Estate.

### 1974
British Auto Show 1974 được tổ chức từ ngày 16 đến 26/10 tại Earl's Court, London với sự ra mắt hai phiên bản toàn cầu của hãng xe Anh Quốc Lotus, Esprit và Eclat (2+2).

### 1966
British Auto Show 1966 được tổ chức từ 19 đến 29/10 tại Earl's Court, London với sự góp mặt của một số tên tuổi nổi tiếng như phiên bản ra mắt DB6 Volante của Aston Martin, Ford Cortina Mark II, Hillman Hunter, siêu xe Jensen FF - AWD – chiếc xe đầu tiên trên thế giới được trang bị hệ thống chống bó cứng phanh ABS – và Vauxhall Viva HB.

Một số mẫu xe được giới thiệu:

•	Aston Martin DB6 Volante - debut

•	Ford Cortina Mark II

•	Hillman Hunter

•	Jensen FF - AWD

•	Vauxhall Viva HB

### 1948
British Auto Show 1948 được tổ chức từ 27/10 đến 6/11 tại Earl's Court, London với sự ra mắt của mẫu xe nổi tiếng, Jaguar XK120 – chiếc xe nhanh nhất thế giới thời gian đó.